# Bruyère (Artuby)
Die Bruyère ist ein Fluss in Frankreich, der im Département Var in der Region Provence-Alpes-Côte d’Azur verläuft. Sie entspringt unter dem Namen Vièras an der Nordwestflanke der Bergkette Montagne du Malay im Gemeindegebiet von La Roque-Esclapon, entwässert generell Richtung Südwest durch das südöstliche Randgebiet des Regionalen Naturparks Verdon und mündet nach rund 16 Kilometern beim Ort Chardan im Gemeindegebiet von Comps-sur-Artuby am Truppenübungsplatz Camp militaire de Canjuers als linker Nebenfluss in den Artuby.

## Orte am Fluss
(Reihenfolge in Fließrichtung)
- La Roque-Esclapon
- Chardan, Gemeinde Comps-sur-Artuby